# Husinec (okres Prachatice)
Město Husinec (německy Hussinetz) se nachází v okrese Prachatice v Jihočeském kraji, asi 4,5 km severoseverozápadně od Prachatic. Leží na řece Blanici v Bavorovské vrchovině, v nadmořské výšce 504 m. Žije zde přibližně 1 400 obyvatel. Historické jádro města je od roku 2003 městskou památkovou zónou. Nad městem se na Blanici nachází vodní nádrž Husinec.

## Název
Název města je odvozen z obecného jména označujícího místo, na kterém se chovaly husy. Toto jméno se časem obrazně přeneslo na celé sídlo. V historických pramenech se název objevuje ve tvarech: Hussenecz (1291), in Hussenicz (1359), de Hussyncze (1400), Hussinecz (1402), Hussynecz (1403) Husinec (1423), Husinecz (1456), „se dvěma mčky Husynczem…“ (1628) a Hussenetz (1720).

## Historie
První písemná zmínka o obci pochází z roku 1291. Z roku 1359 je druhá písemná zmínka, týkající se povýšení vesnice na město Husinec. Z roku 1359 pochází i záznam o neopevněném městečku Hussenicz. O deset let později (1369) se zde údajně narodil Jan Hus.
Ve 14. století byl založen hrad Hus u Záblatí. Husinec byl i s řadou okolních obcí připojen pod správu tohoto nově vzniklého feudálního panství. V roce 1390 přešel hrad Hus do rukou Zikmunda Hulera z Orlíka, ten byl později popraven za falšování a hrad (spolu s hradem Orlíkem) zdědil jeho bratr Ondřej Huller. Ondřej podle některých zdrojů prodal hrad rytíři Mikuláši z Husince. Po pádu z koně 24. prosince 1420 Mikuláš zemřel. Opuštěného hradu se zmocnil Habart z Hrádku. Rozzlobení prachatičtí pánové hrad 8. září 1441 vypálili a ohořelé zbytky zbourali. Roku 1455 prodal rytíř Smílek ze Lnář panství Hus Oldřichovi z Rožmberka. Panství bylo připojeno k panství vimperskému.
V letech 1654, 1765, 1802 a 1859 byl Husinec postižen požáry.

### Mistr Jan Hus
V Husinci se nachází rodný dům mistra Jana Husa. O Husově rodišti se vedly dlouho spory, ale nakonec díky záznamům Štěpána z Pálče, Jiříka Heremity a dalších se odborná veřejnost shodla na tom, že tímto místem byl Husinec.

## Obyvatelstvo
| Rok            | 1869  | 1880  | 1890  | 1900  | 1910  | 1921  | 1930  | 1950  | 1961  | 1970  | 1980  | 1991  | 2001  | 2011  | 2021  |
| -------------- | ----- | ----- | ----- | ----- | ----- | ----- | ----- | ----- | ----- | ----- | ----- | ----- | ----- | ----- | ----- |
| Počet obyvatel | 1 895 | 2 073 | 2 016 | 1 856 | 1 913 | 1 677 | 1 420 | 1 166 | 1 242 | 1 332 | 1 327 | 1 253 | 1 266 | 1 382 | 1 353 |
| Počet domů     | 217   | 236   | 237   | 238   | 240   | 245   | 244   | 270   | 257   | 258   | 256   | 332   | 349   | 380   | 401   |

## Městská správa
Dne 12. dubna 2007 byl obci vrácen status města.

### Části města
- Husinec
- Horouty
- Výrov

### Městské symboly
Vlajka byla městu udělena rozhodnutím předsedy Poslanecké sněmovny Parlamentu České republiky dne 31. května 2005.

## Pamětihodnosti
- Rodný dům Mistra Jana Husa, Národní kulturní památka[11]
- Rodný dům a ateliér Josefa Krejsy
- Radnice ze 16. století
- Kostel Povýšení svatého Kříže
- Kostel svatého Cyrila a Metoděje s venkovní Křížovou cestou
- Socha svatého Jana Nepomuckého
- Socha Mistra Jana Husa (Karel Lidický, 1958)[12]
- Radnice
- Tvrziště Hrádek u Husince jižně od města
- Husinecká lípa, památný strom na jihozápadním kraji obce, vedle kapličky u rozcestí na Horouty

## Osobnosti
- Jan Hus (okolo roku 1370–1415),  český římskokatolický kněz, reformátor a kazatel, vysokoškolský pedagog, rektor Univerzity Karlovy
- Josef Krejsa (1896–1941), český malíř
- Jaroslav Mareš (1921–2003), český herec
- Josef František Pícha (1889–1977), skladatel duchovní hudby

## Galerie

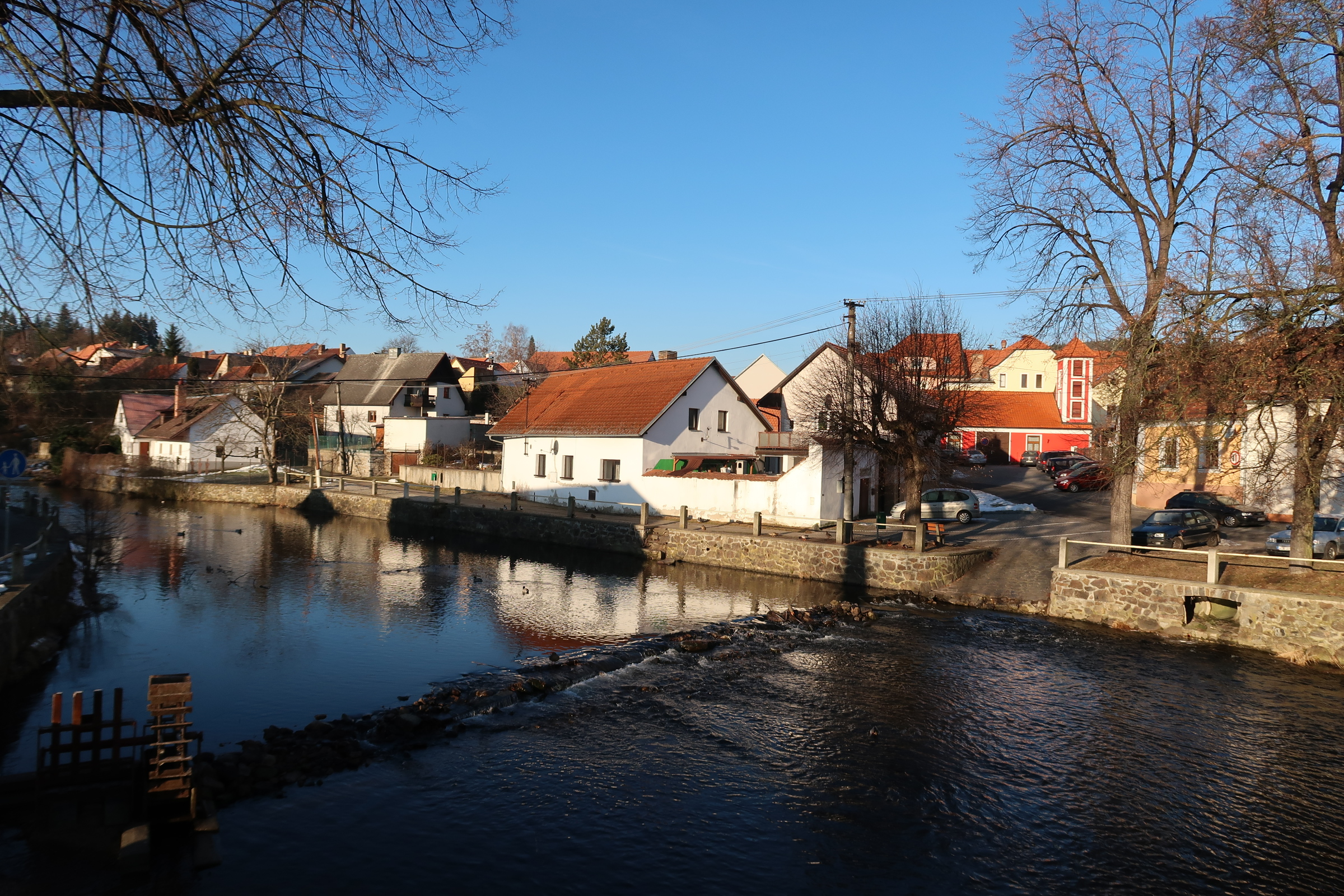
Řeka Blanice v Husinci
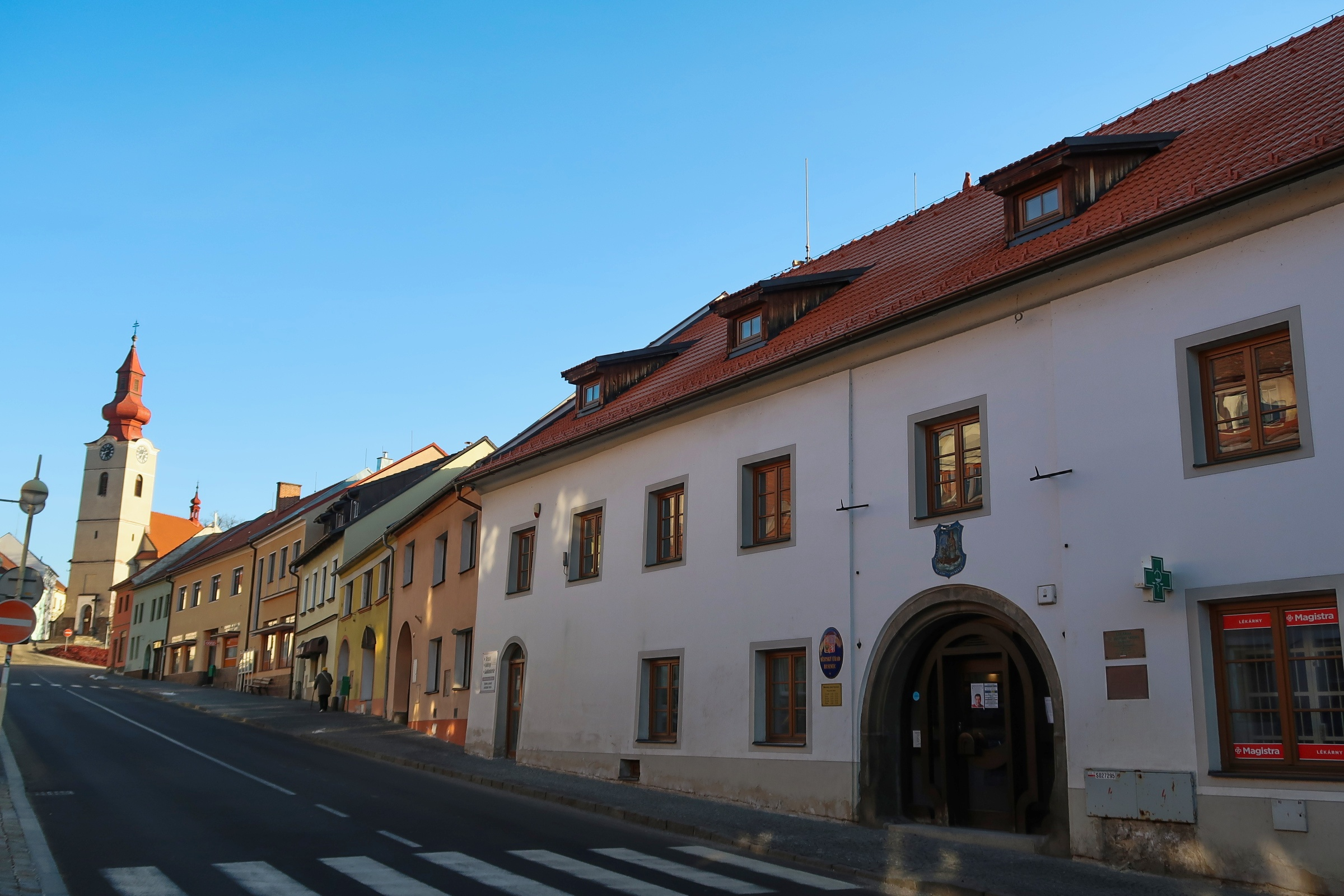
Husova ulice s radnicí
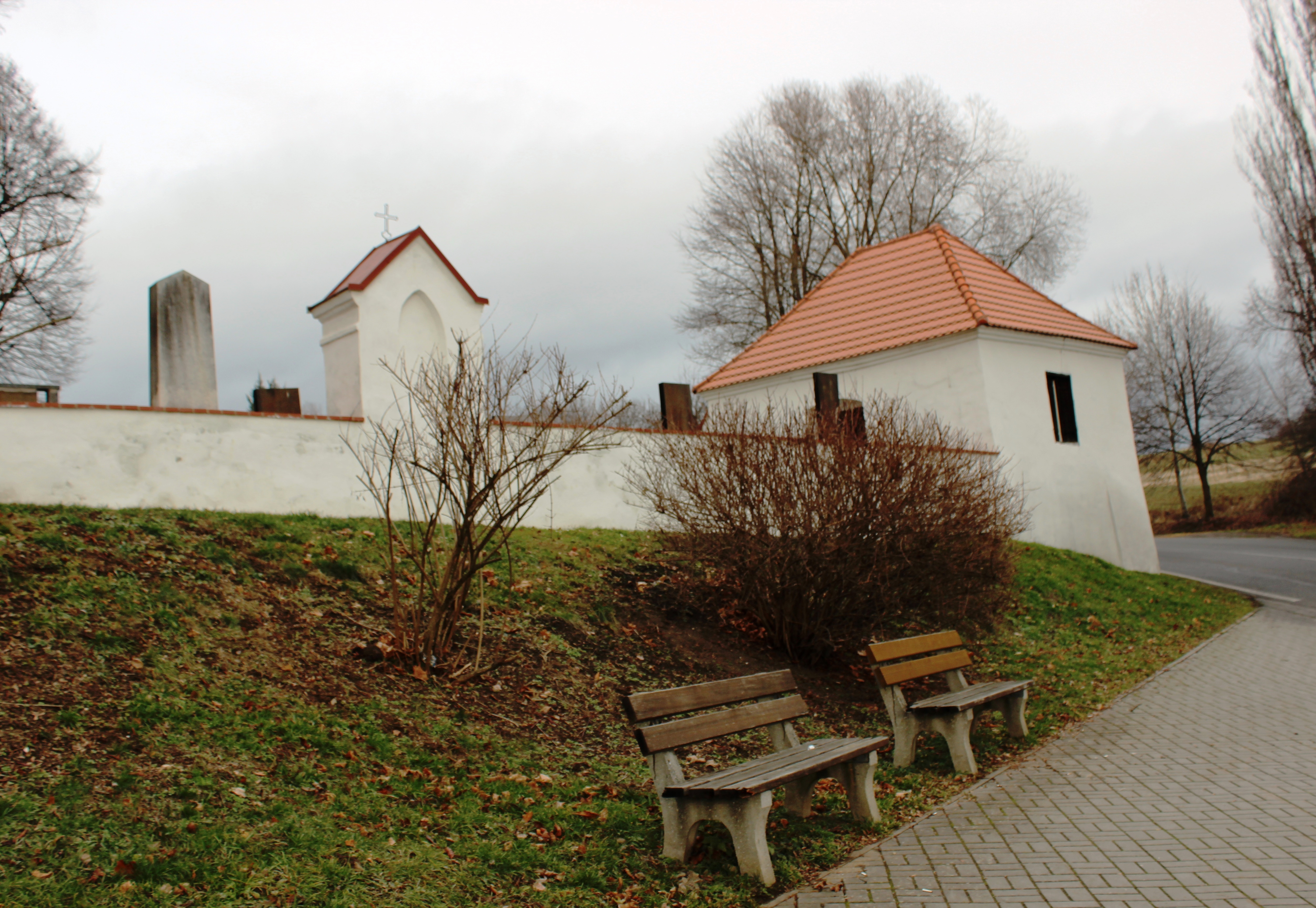
Ke hřbitovu
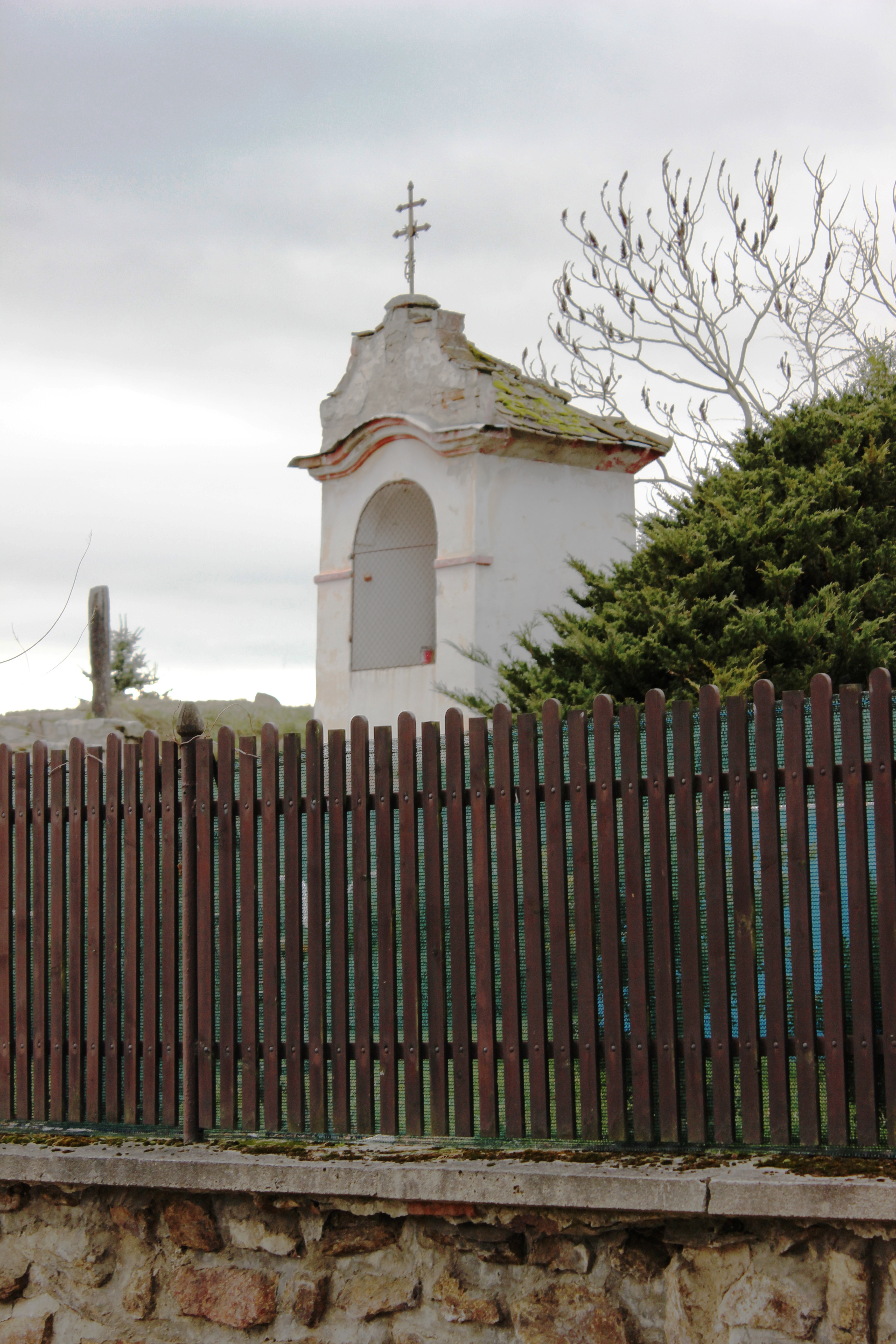
Kaplička
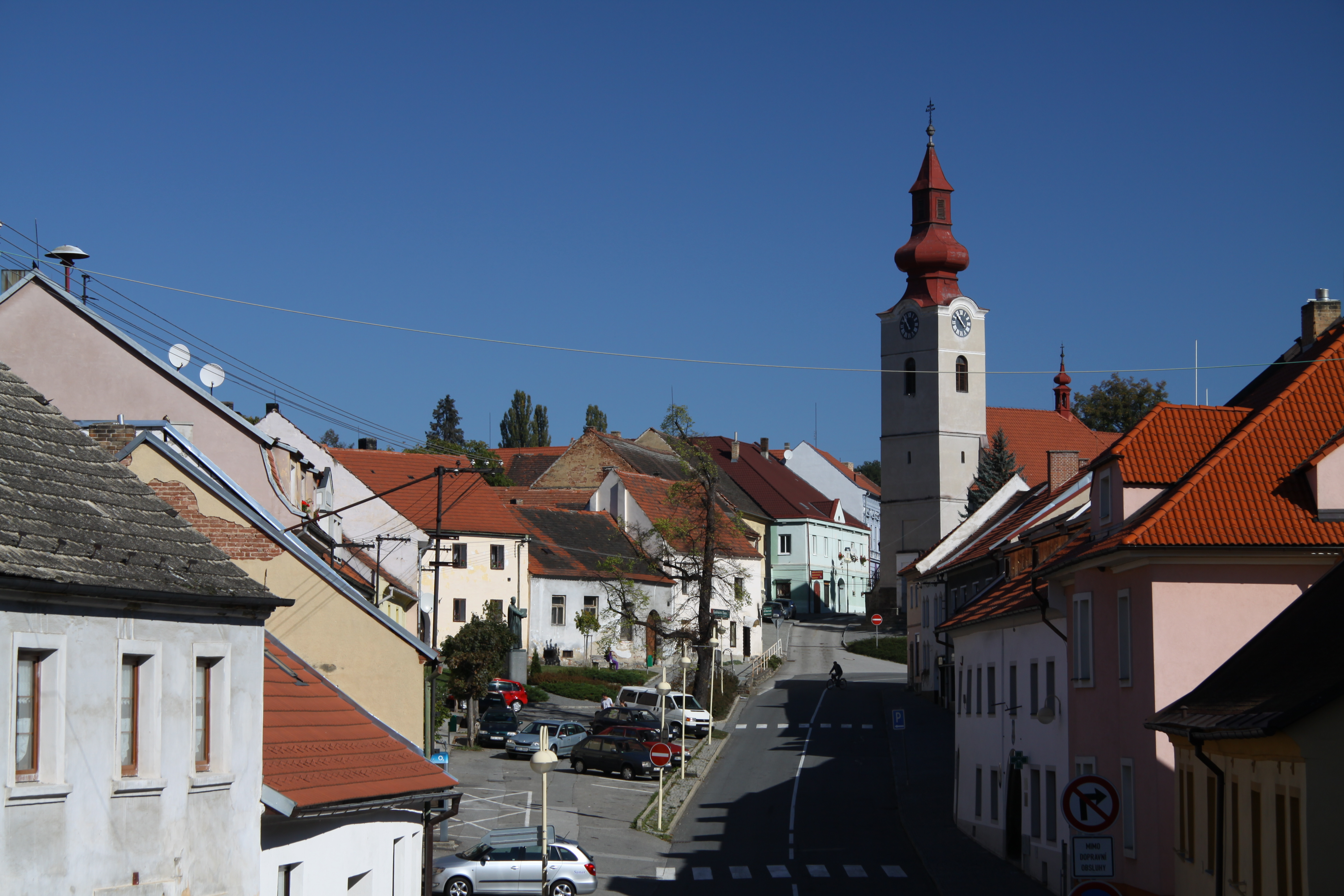
Hlavní husinecká ulice
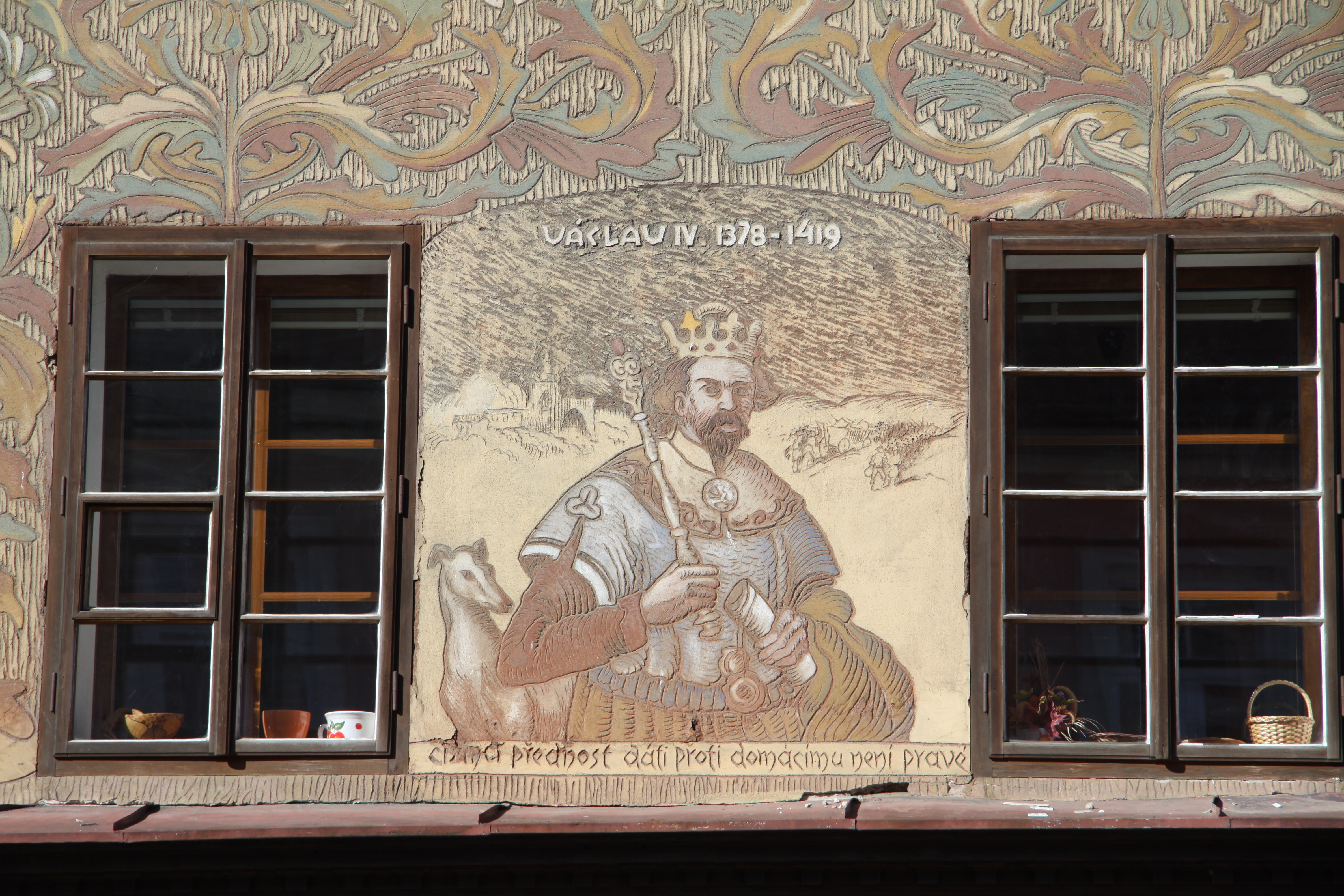
Freska
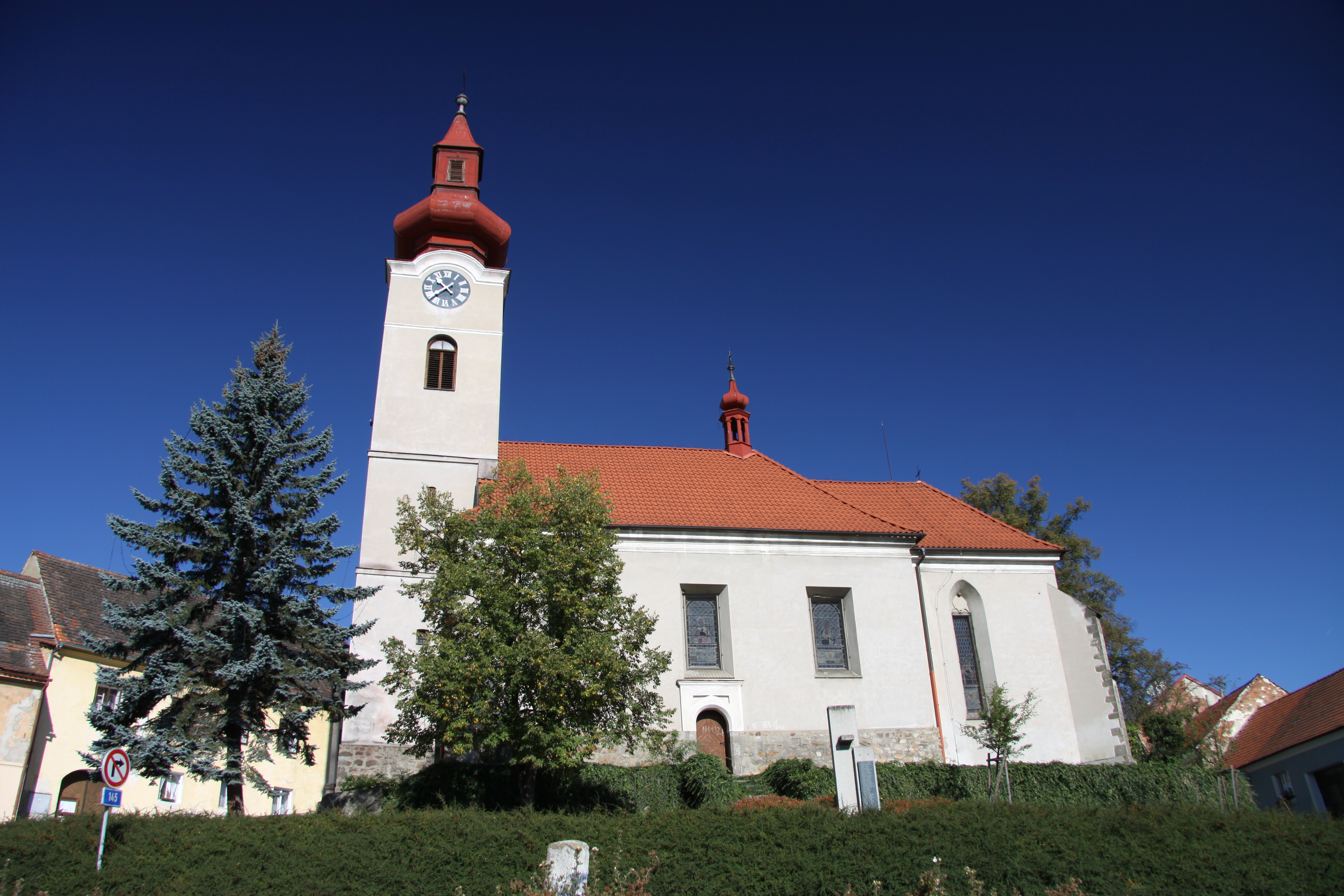
Kostel Povýšení svatého Kříže
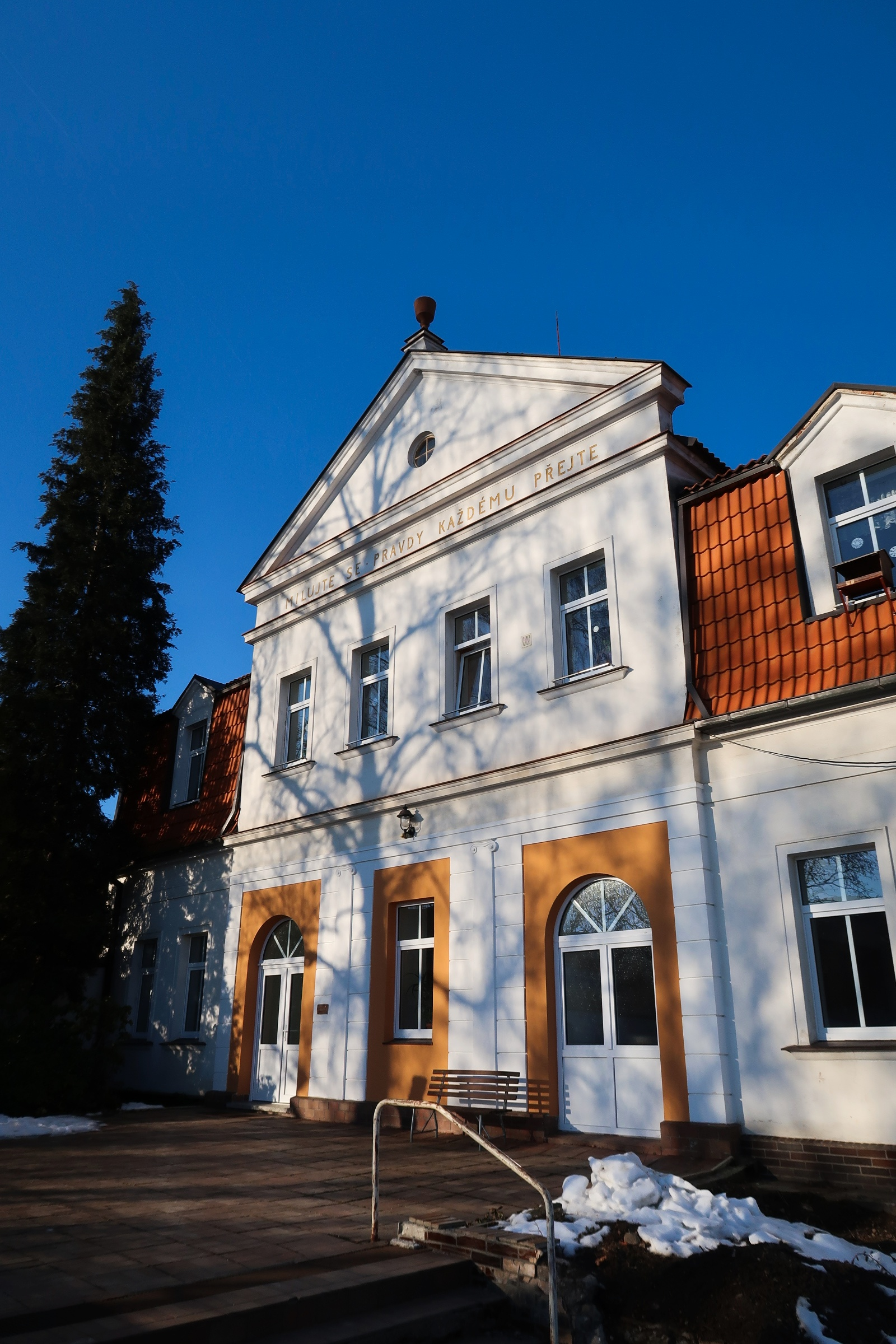
Modlitebna církve bratrské
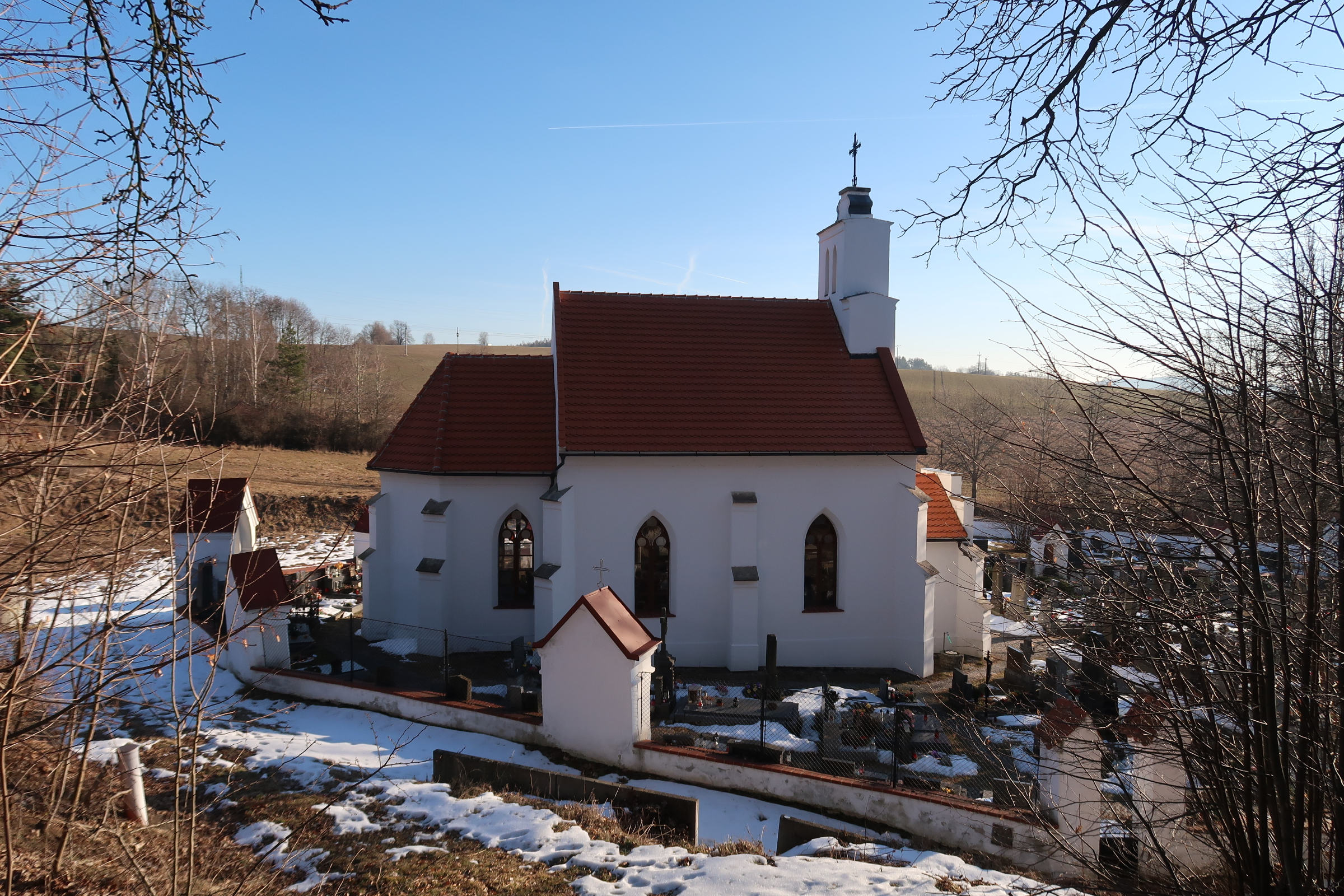
Hřbitovní kostel sv. Cyrila a Metoděje
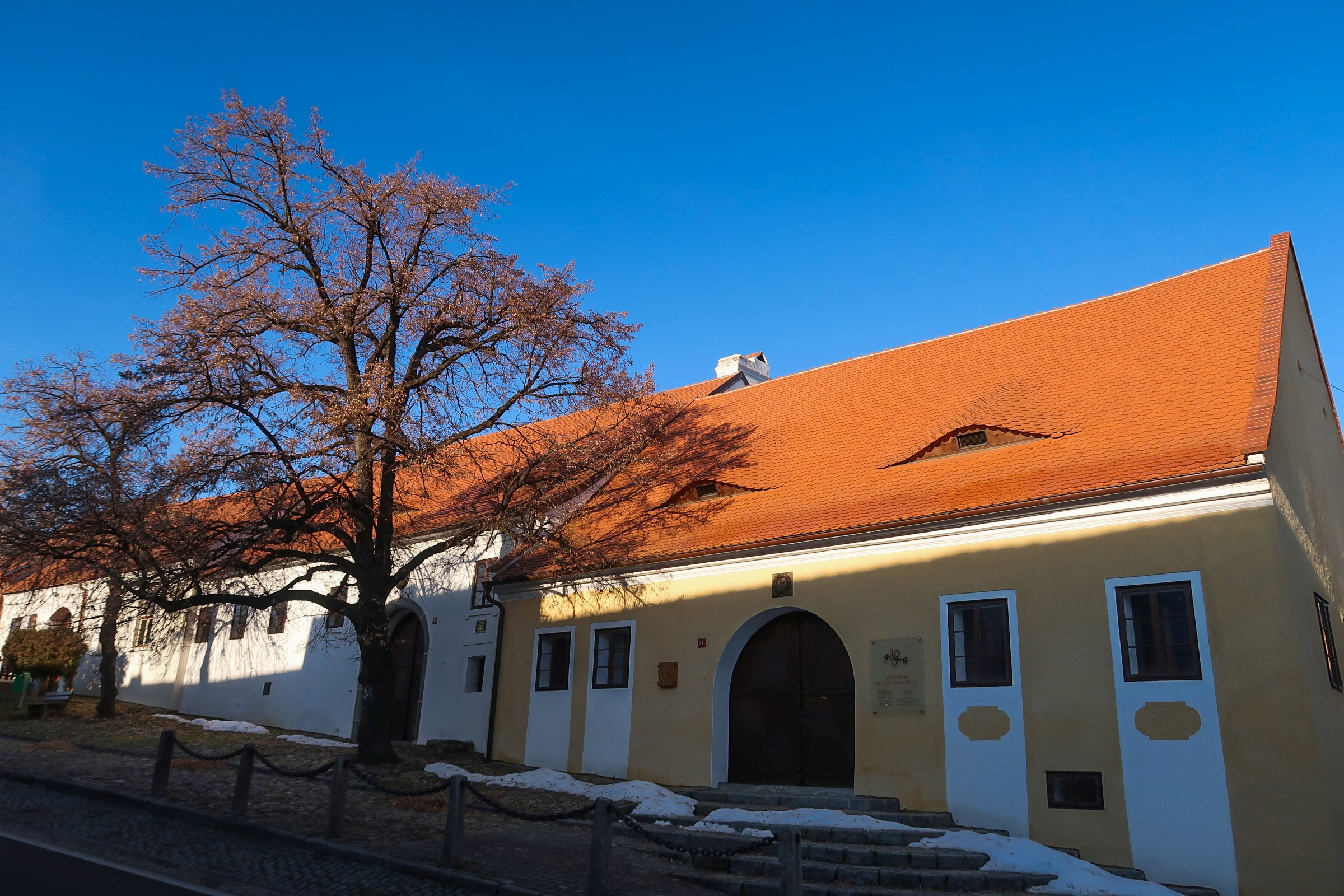
Husova ulice s Husovým rodným domem
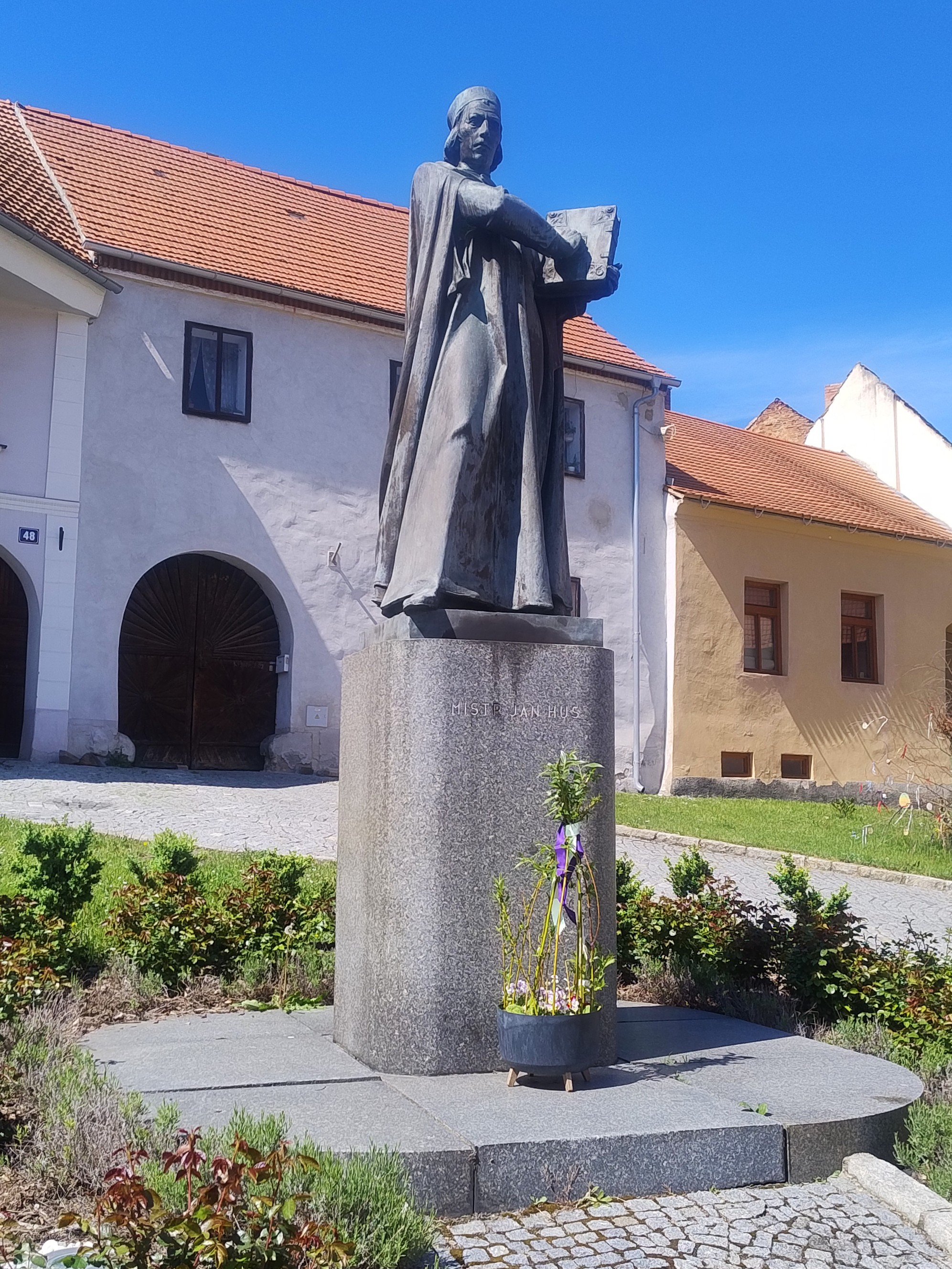
Karel Lidický, Socha Mistra Jana Husa, 1958, bronz